# Nothovoria praestans
Nothovoria praestans là một loài ruồi trong họ Tachinidae.